# Mount Birkenmajer
Mount Birkenmajer (polnisch Góra Birkenmajera) ist je nach Auslegung ein Berg mit Doppelgipfel bzw. ein Gebirgszug auf King George Island im Archipel der Südlichen Shetlandinseln. Der Südgipfel ist 300 m und der Nordgipfel 360 m hoch. Er ragt zwischen dem Piasecki-Pass und dem Rolnicki-Pass auf der Keller-Halbinsel auf.
Polnische Wissenschaftler benannten ihn nach dem polnischen Geologen Krzysztof Birkenmajer (1929–2019), ab 1978 in drei aufeinanderfolgenden antarktischen Sommerkampagnen Leiter von Arbeitsgruppen auf der Arctowski-Station. Der britische Geologe Michael John Stansbury (* 1934) vom Falkland Islands Dependencies Survey benannte den Südgipfel im Zuge seiner von 1959 bis 1960 dauernden Tätigkeit auf King George Island als Babylon Peak.